# The Future Bites
Albums de Steven Wilson
To the Bone
(2017) The Harmony Codex
(2023)
Singles
1. Personal Shopper
Sortie : 12 mars 2020
2. Eminent Sleaze
Sortie : 22 septembre 2020
3. King Ghost
Sortie : 29 octobre 2020
4. 12 Things I Forgot
Sortie : 24 novembre 2020

The Future Bites est le sixième album solo du musicien britannique Steven Wilson, sorti le 29 janvier 2021 sous le label Caroline Records.

## Production
L'album est co-produit par Steven Wilson et David Kosten, et a été enregistré à Londres. Il est annoncé le 12 mars 2020, et le même jour est publié le single Personal Shopper, inspiré par le film du même nom réalisé par Olivier Assayas en 2016. Prévue au départ pour le 12 juin 2020, la sortie est finalement repoussée au 29 janvier 2021 du fait de la pandémie de Covid-19,.

## Accueil
The Future Bites reçoit un accueil critique « généralement favorable », l’agrégateur Metacritic lui attribuant la note de 75/100.

## Liste des titres
| 1.    | Unself             | 1:05 |
| 2.    | Self               | 2:55 |
| 3.    | King Ghost         | 4:06 |
| 4.    | 12 Things I Forgot | 4:42 |
| 5.    | Eminent Sleaze     | 3:52 |
| 6.    | Man of the People  | 4:41 |
| 7.    | Personal Shopper   | 9:49 |
| 8.    | Follower           | 4:39 |
| 9.    | Count of Unease    | 6:08 |
| 41:56 |                    |      |